# Nikolái Krasnov
Nikolái Fiódorovich Krasnov (en ruso: Николай Фёдорович Краснов; 9 de diciembre de 1914 - 29 de enero de 1945) fue un piloto de combate y as de la aviación de la Fuerza Aérea Soviética durante la Segunda Guerra Mundial. Herido seis veces en el transcurso de la guerra antes de su muerte, totalizó más de cuarenta victorias en solitario durante el conflicto, lo que lo convirtió en uno de los principales ases soviéticos del conflicto. Anteriormente en la guerra, el 4 de febrero de 1944, recibió el título de Héroe de la Unión Soviética por sus victorias iniciales.

## Biografía

### Infancia y juventud
Nikolái Krasnov nació el 9 de diciembre de 1914, en el seno de una familia de campesinos rusos, en la pequeña localidad rural de Knyazhichi en la gobernación de Vladímir en esa época parte del Imperio ruso. Después de graduarse en la escuela secundaria, se alistó, en 1930, en el Ejército Rojo y se graduó en la Escuela de Pilotos de Aviación Militar de Tambov en 1934 antes de ser asignado al escuadrón Dnieper. Posteriormente, en 1936, fue enviado a trabajar como piloto de pruebas en una planta de aviones en Berdiansk, donde probó nuevos modelos de hélices. Luego se mudó a Perm en 1938, donde probó motores en OKB-19 y en la Planta N.º 19, que finalmente se convirtió en la Perm Airline.

### Segunda Guerra Mundial
Inmediatamente después del comienzo de la invasión alemana de la Unión Soviética, Krasnov estaba en el frente de guerra; durante los primeros meses de la guerra se desempeñó como piloto en el 402.º Regimiento de Aviación de Cazas para fines especiales antes de sufrir una lesión grave el 6 de octubre durante una batalla aérea que lo confinó en un hospital durante varios meses. Sin embargo, durante ese breve tiempo de combate durante los difíciles días del avance alemán, logró sumar una victoria aérea compartida y tres en solitario, pilotando un caza MiG-3.
Poco después de regresar al combate en marzo de 1942 como navegante en el 31.º Regimiento de Aviación de Cazas, su LaGG-33 fue derribado sobre territorio enemigo el 31 de mayo, dejándolo con una pierna herida. Debido a la gravedad de la situación, quemó los restos de su avión para evitar que cayera en manos del enemigo, y luego se abrió paso a través del bosque hasta el territorio controlado por los soviéticos, a pesar de sus graves heridas nueve días después regresó al combate. Más tarde ese mismo mes de abril volvió a volar, y el 31 de mayo obtuvo la que sería su única victoria aérea en 1942 cuando derribó un Bf 110 sobre un aeródromo de Kursk.
Más adelante en la guerra, en junio de 1943, fue transferido al 116.º Regimiento de Aviación de Cazas, donde aprendió a pilotar el nuevo caza La-5. Allí fue donde demostró sus habilidades, registrando los primeros siete derribos en el mes de julio y muchos más en los meses siguientes, incluido el derribo de tres cazas alemanes Bf 109 en una sola batalla el 6 de septiembre. Más tarde ese mismo año, en diciembre, cuando ya había alcanzado el puesto de comandante de escuadrón y el rango de capitán, fue nominado para el título de Héroe de la Unión Soviética por sus logros en combate, que en ese momento consistían en realizar 279 salidas de combate, participar en 85 batallas aéreas, y contaba con treinta derribos en solitario (más uno compartido).
En febrero de 1944, recibió formalmente el título de Héroe de la Unión Soviética y regresó al 31.º Regimiento de Aviación de Cazas, donde sirvió hasta que regresó brevemente al 116.º Regimiento de Cazas en agosto. Sin embargo, pronto fue transferido nuevamente a un regimiento diferente, esta vez al 530.° Regimiento de Aviación de Cazas en octubre, donde permaneció por el resto de su vida. El 29 de enero de 1945 murió en un aterrizaje forzoso después de sufrir un fallo en el motor mientras regresaba de una misión de combate e intentó sin éxito realizar un aterrizaje de emergencia lejos de su aeródromo. Sus restos fueron enterrados en el paseo de la fama en el Monumento al Marinero Desconocido en Odesa. A lo largo de la guerra, realizó más de 400 salidas de combate, participó en más de 100 batallas aéreas y totalizó cuarenta y un derribos en solitario más una victoria compartida.

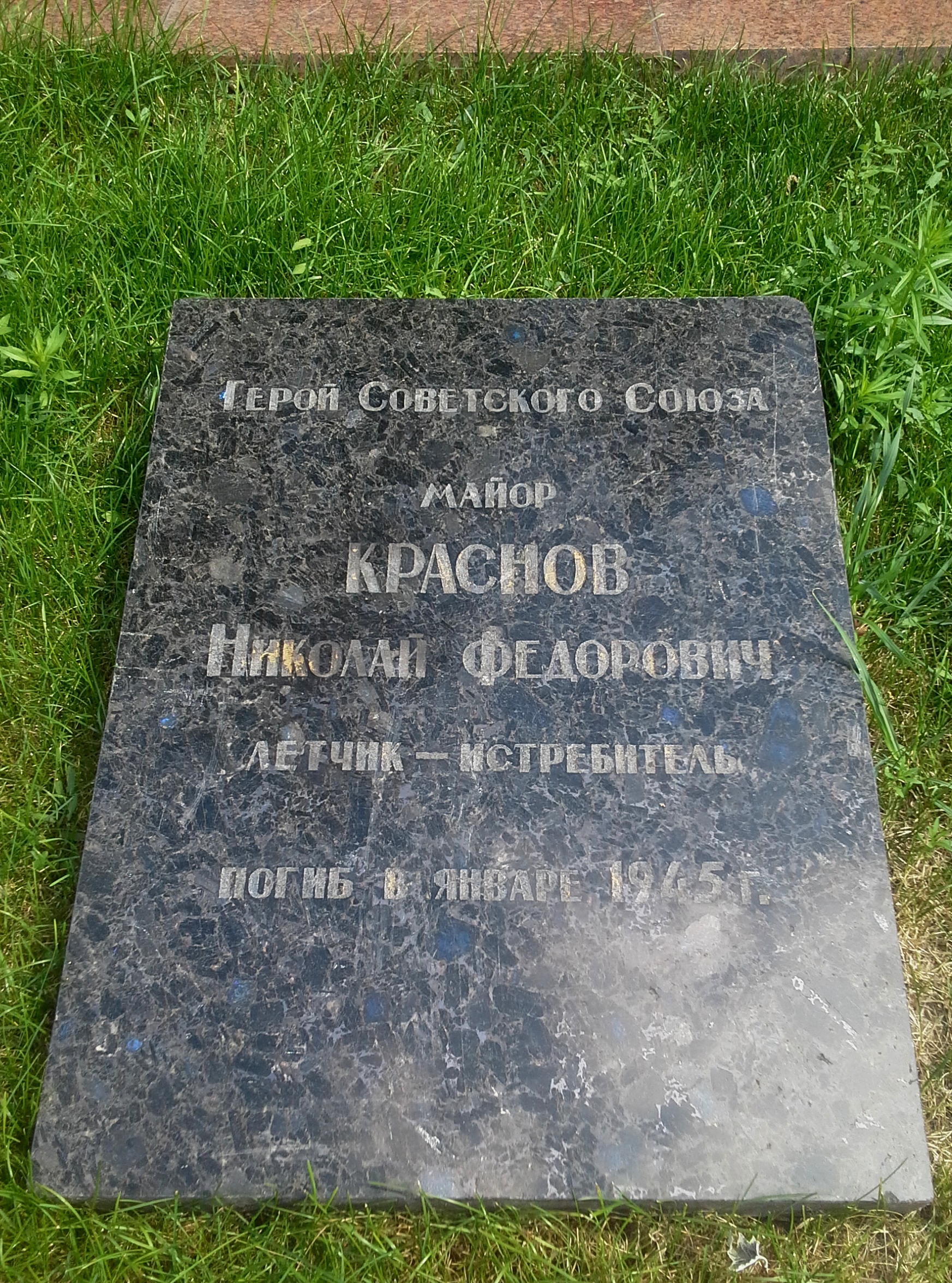
Tumba del mayor Nikolái Krasnov en el Paseo de la Fama en Odesa

## Condecoraciones
|  | Héroe de la Unión Soviética (4 de febrero de 1944)                                                                |
|  | Orden de Lenin (4 de febrero de 1944)                                                                             |
|  | Orden de la Bandera Roja, dos veces (27 de noviembre de 1941 y 30 de julio de 1943)                               |
|  | Orden de Alejandro Nevski (6 de marzo de 1944)                                                                    |
|  | Orden de la Guerra Patria de 1.er grado, dos veces (5 de noviembre de 1942 y 14 de febrero de 1945; póstumamente) |